# 橘皮馬末蘭果醬 (漫畫)
《橘皮馬末蘭果醬》（又譯：橘子果醬、吸血鬼也沒關係）是一部韓國網絡漫畫，由漫畫家鄭昔佑所繪，2011年至2013年期間於NAVER Webtoon連載。後於2015年改編成同名電視劇。

## 劇情簡介
300年前，對吸血鬼進行無差別攻擊的殺戮政策開始施行，後因有物種滅絕的危機，所以人類取消了政策，並於200年前與吸血鬼簽訂和平協議。現時的吸血鬼以喝豬血取代人血，隱藏自己的本能並潛伏在人類社會。可是由於他們獵食的本能，吸血鬼對於喝人血還是有一定的渴望。
女性吸血鬼白瑪麗一直努力隱藏自己的身份，模仿人類的生活習慣，每天忍受著同學們對吸血鬼的各種偏見及歧視。直至某一天，擁有香甜血液的男性人類鄭在民出現，導致白瑪麗失去控制並吸吮了他的脖子。從此鄭在民就對白瑪麗很在意，並逐漸接近她。隨著時間推移，兩人之間漸漸產生微妙的感情。

## 登場人物

### 主要角色
白瑪麗（백마리）
年齡：18歲、生日：11月15日、星座：天蠍座、身高：163cm、血型：不明
吸血鬼，本作女主角，優美高中二年生，為轉校生。輕音部樂團主唱及吉他手。每天都努力隱藏自己的身份，導致沒閒功夫思考自己的夢想。故事最初看起來沉默寡言，幾乎沒有臉部表情。雖然樣子長得不錯，卻一直毫無猶豫地拒絕向她告白的人，所以被男同學取了「冰雪公主（얼음공주）」的綽號。雖然如此，她在學校仍是受歡迎的女生。故事後來揭露了她小時候的朋友曾因她是吸血鬼而避開及拋棄她，自此不敢跟人類深交，害怕會再次受傷。白瑪麗的生活由於鄭在民的出現而產生了改變，他的香甜血液令白瑪麗失去控制並吸吮了他的脖子。在這次的事件後，在民一直追逐著她，她也漸漸對在民產生愛意。後來瑪麗開始以人類身份跟在民約會，但期間經歷多番波折，包括趙阿拉的阻撓，當在民發現瑪麗是吸血鬼時一度拋棄她，再加上同學們發現她是吸血鬼時對她惡言相向，令她有被驅逐的危機。超出自身承受能力的瑪麗，最終在別無選擇之下決定了結生命，被在民救回。最終瑪麗克服了自身的恐懼，跟朋友們一起在學校進行輕音部樂團表演。愛情方面，瑪麗跟在民也跨越多重障礙，終於真正開始吸血鬼與人類之間的跨種族戀愛。
鄭在民（정재민）
年齡：18歲、生日：3月28日、星座：白羊座、身高：185cm、血型：AB型
人類，本作男主角，優美高中二年生。輕音部樂團鼓手，擅長打籃球。學校其中一名最受歡迎的男生，但自身不在意。由於討厭跟女生接觸，不少女生誤以為他患有厌女症或是同性戀，事實上他並不討厭女生，只是女生的接觸會令在民想起繼母虐待他的痛苦回憶。鄭在民的生活由於白瑪麗的出現而產生了改變，他的香甜血液令白瑪麗失去控制並吸吮了他的脖子。在這次的事件後，他一直對瑪麗很在意，並一直追逐著她，甚至加入輕音部以接近她，希望搞清楚她吸吮自己脖子的原因。隨著時間推移，他漸漸對瑪麗產生愛意，並非常關心她。跟瑪麗一起時，他顯露出更多笑容。他希望瑪麗永遠留在自己身邊。後來瑪麗跟在民開始約會，但當許凡聖告訴他瑪麗是吸血鬼時，在民一度不能接受，因為在民的父母離異的原因為生母吳蘿拉愛上了吸血鬼，所以在民非常討厭拆散自己家庭的吸血鬼，並向瑪麗惡言相向。後來被韓施厚揍了一頓，再加上與母親及繼父分別談過後，終於願意接受瑪麗是吸血鬼的事實，並當著所有同學面前大口地喝了一包豬血，表示自己接受瑪麗的身份。知道瑪麗獨自走到海灘後馬上趕過去，救回了跳海自殺的瑪麗。之後跟瑪麗一起在學校進行輕音部樂團表演。愛情方面，在民跟瑪麗也跨越多重障礙，終於真正開始人類與吸血鬼之間的跨種族戀愛。
趙阿拉（조아라）
年齡：18歲、生日：11月24日、星座：射手座、身高：不明、血型：AB型
人類，優美高中二年生，個性高傲的富家女，最初為本作的主要反派。輕音部樂團键盘手。喜歡鄭在民，把白瑪麗視為情敵。多次嘗試恐嚇瑪麗或分化她與在民的關係，但全都失敗。後來她無意中發現了瑪麗是吸血鬼，並威脅瑪麗跟在民分手，不然就告訴全校她是吸血鬼，但被韓施厚恐嚇及阻止。後來為了接近在民而加入輕音部。自此跟瑪麗相處的機會也增加，對她的態度也變得友善，但仍嘗試從她身邊奪走在民。當全校得知瑪麗是吸血鬼並辱罵她時，阿拉仍努力嘗試保護她。當劉彩琳正致電吸血鬼報告中心告發瑪麗時，阿拉搶走了她的電話，並恐嚇她如果瑪麗出了甚麼事，就會令彩琳從這世界上消失。雖然故事後期經常作出關心及照顧瑪麗的舉動，但當別人指出時總是不願意承認。
韓施厚（한시후）
年齡：18歲
吸血鬼，優美高中二年生，為轉校生，白瑪麗的未婚夫。由於現時吸血鬼的數量非常少，他們的婚事早已被父母安排好。他完全不相信人類，自視很高。但是當趙阿拉威脅瑪麗跟在民分手時，韓施厚不惜敗露自己吸血鬼的身份並挺身保護她，可見他也有照料別人的一面。當阿拉加入輕音部時，他也為了保護瑪麗而加入。他喜歡瑪麗，所以當在民傷害她並把她弄哭時，施厚會非常生氣。他經常告訴瑪麗人類沒可能跟吸血鬼和平共處，勸她放棄跟在民談戀愛。後來向瑪麗告白，但她以無法接受喝人血的吸血鬼為由拒絕了施厚。另外施厚也有喝劉彩琳的血，彩琳認為這是作為他女朋友應做的，但後來施厚卻說對彩琳沒感覺，跟她在一起只是為了喝她的血。故事最終施厚想起瑪麗對自己說他這種吸血鬼不應存在於世上，於是跟彩琳一起消失。

### 配角
鄭秀麗（정수리）
年齡：18歲、生日：5月19日、星座：金牛座、身高：165cm、血型：O型
人類，女性，優美高中二年生，輕音部樂團吉他手，很愛玩、外向及直言無諱，不時會脾氣暴躁，經常被別人當成男孩。她認為悶悶不樂無法解決問題，所以遇到痛苦的事時都選擇笑著去面對。她無意中發現了瑪麗的音樂天份，並游說她加入輕音部。一次鐵枝墜下意外，瑪麗為了救秀麗而受了傷，但傷口快速癒合，秀麗因此成為第一個知道瑪麗的真正身份，而仍願意待在她身邊的朋友。自此以後秀麗對吸血鬼的觀感都改變，無論發生甚麼事都一直待在瑪麗的身邊。南保元向她告白後一開始無法接受，最終對他改觀並跟他約會。
都優美（도우미）
年齡：18歲、生日：6月6日、星座：雙子座、身高：162cm、血型：A型
人類，女性，優美高中二年生，輕音部樂團吉他手，秀麗和瑪麗的朋友。得知瑪麗是吸血鬼時，為她一直以來艱苦的生活感到難過並落淚，之後仍願意待在瑪麗的身邊。但親眼看見施厚喝彩琳的血後，開始懷疑吸血鬼不再喝人血的說法，再加上新聞報導的吸血鬼殺人事件，她開始對瑪麗產生畏懼並逃避她。後來跟瑪麗和解並一起在學校進行輕音部樂團表演。
劉彩琳（유채린）
人類，女性，優美高中二年生，為轉校生，自認為是施厚的女朋友。開朗活潑，覺得吸血鬼很神秘，很喜歡他們。見到瑪麗時非常興奮，並希望跟她成為朋友。但是後來得知施厚跟瑪麗將要結婚，再加上施厚說對自己沒有感覺，彩琳的心被嫉妒填滿，並向全校揭露瑪麗是吸血鬼，成為故事後期的主要反派。故事最終跟施厚一起消失。
吳蘿拉（오로라）
人類，女性，在民的母親，瑪麗的小姨何納菲的朋友，知道納菲是吸血鬼。學校輕音部的負責老師。過去由於接受不了自己所愛的人是吸血鬼而離開他，後跟一個不喜歡的人類男性結婚並誕下在民，以逃避現實。後來跟在民的父親離婚，並跟自己真正所愛之人結婚。
何納菲（하나비）
年齡：36歲、生日：12月21日、星座：射手座、身高：170cm、血型：不明
吸血鬼，女性，瑪麗的小姨，在民的母親吳蘿拉的朋友，有一家咖啡廳。跟瑪麗關係很好，經常聆聽她的煩惱並給予意見。
尹素拉（윤소라）
人類，女性，優美高中二年生，吸血鬼報馬仔。非常討厭吸血鬼，得知瑪麗是吸血鬼時對她惡言相向，希望把她趕出校。
白約瑟（백요셉）
年齡：5歲、生日：1月1日、星座：摩羯座、身高：不明、血型：不明
瑪麗的弟弟。無憂無慮。經常靠嗅覺找出老鼠，並放進嘴裡把血液吸乾，然後將枯萎的老鼠身體展示給其他人看，令別人嚇一跳。他順從本能地吸吮其他人或動物的血，從不擔心被發現是吸血鬼。
白太太
瑪麗及約瑟的母親。很關心家人。
白先生
瑪麗及約瑟的父親。故事後期哭著在其他學生的家長面前跪下，懇求他們不要把自己的女兒驅逐出校，因為已經很久沒見過她如此開朗的樣子。

### 其他角色
金賢石（김현석）
男性，優美高中二年生，戴眼鏡，原為輕音部樂團键盘手，後來把位子讓給阿拉。
南保元（남보원）
男性，優美高中一年生，胖子，喜歡鄭秀麗。輕音部樂團吉他手。全名為「我國史上最珍貴的原材料（남보배로오운오 우리나라에 원재료，Nam Bo Bae Ro Oun Ou Ri Na Ra Eh Won Jae Ryuk）」，是他祖母為他取的名字，同時是他的目標。向鄭秀麗告白後一開始不被接受，最終成功跟她約會。
許凡聖（허범성）
在民的國中好友，瑪麗的國小同學，得知瑪麗是吸血鬼後非常討厭她。在畫展中當著多人面前掌摑瑪麗，並向在場人士及在民揭露她吸血鬼的身份。看見瑪麗獨自走向沙灘方向時有些擔心，於是致電在民。
吳慶泰（오경태）
在民的朋友。擅長在學校偷拍女同學並不被發現。
瑞娜·喬（레이나 쿄）
世界著名女歌手，某次在傳媒面前揭露自己是吸血鬼的身分，並鼓勵世界上所有吸血鬼勇敢地站出來。
嘟嘟
1歲。何納菲的寵物狗，經常被白約瑟強行抓住並舔舐。

## 特殊用語
優美高中（요미고교）
瑪麗及在民等人就讀的學校，為故事發生的主要舞台。
現代吸血鬼（현대의 뱀파이어）
現代的吸血鬼，外表與人類無異。
身體特徵
經過長年演化後，現代吸血鬼的大部分特徵及能力都已經退化，他們不再擁有尖銳的犬齒，對陽光有免疫力，肌肉力量已退化，不再擁有強大的力氣及飛簷走壁的能力，壽命也縮短，已發現90歲就因老化而死亡的吸血鬼，對寒冷非常敏感，但嗅覺仍然靈敏，恢復能力也很強，而且不再害怕十字架及大蒜，皮膚比人類白皙。
眼睛
進食時及空腹時眼睛會變成紫色。
牙齒
如果不管犬齒會漸漸長出來並變尖，每個月都需要打磨。
飲食習慣和嗜好
為了遵守跟人類的和平協議，大部分吸血鬼以喝豬血為生。可是由於他們獵食人血的本能，當遇上擁有香甜血液的人類時，吸血鬼還是難以抗拒，甚至會失去理性地捕食。但由於犬齒已退化，一般都不會成功。對吸血鬼來說，人血比豬血更好喝。無法分辨人類食物的味道，即使吃下去也無法消化，所以必須在事後吐出來。吃下大蒜會感到難受。
喝人血
雖然吸血鬼喝豬血也能存活，但由於人血比較好喝，部分吸血鬼仍在偷偷地喝人血。另外的原因是喝人血能喚醒吸血鬼的能力，以韓施厚為例，他在喝了人血一年後，開始對寒冷沒那麼敏感，恢復能力也變得更強，喝了兩年後甚至擁有一拳打斷樹幹的強大力氣。但由於身體變得更接近吸血鬼的本質，皮膚也會輕易被陽光灼傷。
心理特徵
生來的意識和感情都跟人類相同，能融入人類社會生活。可是大部分人類都對吸血鬼有很多誤解及偏見，導致各種歧視，吸血鬼會因此而覺得委屈及難受。即使如此，有些吸血鬼仍希望能跟人類和平共處，希望找出即使知道自己是吸血鬼，但仍願意留在自己身邊的人類朋友；但有些吸血鬼認為人類只會把吸血鬼當成怪物，根本沒可能跟自己和平共處，於是只把人類當成獵物。
生活和文化
吸血鬼一般在人類社會中隱藏自己的身分生活，可是一旦被人類發現就有被驅逐的危險，需要不停地搬家，一直過著飄忽不定的生活。300年前，人類對吸血鬼施行殺戮政策，導致吸血鬼數量大幅減少。雖然200年前已簽訂和平協議，只要吸血鬼不再喝人血，人類就不會獵殺吸血鬼，可是現時吸血鬼的數量仍是非常少，有物種滅絕的危機。但是一般吸血鬼對於從事生產活動沒有興趣，性格自由奔放，缺乏團體意識，即使自己的種族有滅絕的危機，仍沒打算延續家族。但也有部分吸血鬼的婚事在年輕時早已被父母安排好，以延續下一代。

## 出版書籍

### 漫畫
2011年至2013年期間，本作於NAVER Webtoon網上連載，後於2013年至2015年推出實體書版本。
| 卷數 | Semicolon      | Semicolon              |
| 卷數 | 發售日期       | ISBN                   |
| ---- | -------------- | ---------------------- |
| 1    | 2013年6月11日  | ISBN 978-89-837-1611-8 |
| 2    | 2013年6月11日  | ISBN 978-89-837-1612-5 |
| 3    | 2013年6月11日  | ISBN 978-89-837-1613-1 |
| 4    | 2014年10月30日 | ISBN 978-89-8371-696-5 |
| 5    | 2014年10月30日 | ISBN 978-89-8371-697-2 |
| 6    | 2015年3月15日  | ISBN 978-89-8371-718-4 |
| 7    | 2015年3月15日  | ISBN 978-89-8371-719-1 |
| 8    | 2015年3月15日  | ISBN 978-89-8371-720-7 |

## 真人電視劇
2015年，韓國放送公社把本作改編成韓國真人電視劇，總共有3季12集。第1集於2015年5月15日於KBS 2TV播出。由金雪炫、呂珍九、李宗泫及吉恩惠分別主演白瑪麗、鄭在民、韓施厚及趙阿拉。

## 外部連結
- 《橘皮馬末蘭果醬》 - NAVER Webtoon （页面存档备份，存于）
- （英文）《橘皮馬末蘭果醬》 - LINE Webtoon （页面存档备份，存于）
- （繁體中文）《橘皮馬末蘭果醬》 - LINE Webtoon （页面存档备份，存于）
- 橘皮馬末蘭果醬 粉絲咖啡廳 - Naver Cafe （页面存档备份，存于）